# Снагость (река)
Сна́гость — река в Курской области России и Сумской области Украины, левый приток Сейма.

## Описание
Длина реки — 59 км, площадь водосборного бассейна — 640 км². Берёт начало в 2 км к юго-западу от села Яблоновка Сумского района. В украинской части носит название Беловоды. От истока течёт по балке на северо-восток, через 11 км по реке проходит небольшой отрезок российско-украинской границы. Ниже река течёт по Суджанскому району Курской области. В среднем течении поворачивает на запад и течёт далее по Кореневскому району. В низовьях река петляет по старицам в левобережной пойме Сейма и впадает в него вблизи деревни Серповка в Глушковском районе (309 км от устья).
Имеются пруды в верхней половине реки и на притоках. Территория бассейна изрезана сетью балок, в основном занятых лесной растительностью. Лесные массивы встречаются на севере бассейна.
Населённые пункты на берегах реки (от истока, не менее 10 чел.): Беловоды, Журавка (оба — Укр.), Николаево-Дарьино, Дарьино, Толстый Луг, Любимовка, Обуховка, Снагость, Вишневка, Комаровка (все — РФ). Крупнейшие населённые пункты всего бассейна — Кондратовка (Укр.) и Кульбаки (РФ).
Вблизи поймы Сейма реку пересекает ж.-д. линия Льгов — Конотоп.
Основные притоки (от устья, в скобках указана длина в км):
- 16 км лв: Мужица (26)
- 19 км лв: Бляховец (13)
- 49 км лв: без названия (на гос. границе) (17)